# Luminous Arc
Luminous Arc (ルミナスアーク) est un jeu de rôle tactique sorti sur la Nintendo DS le 8 février 2007 au Japon et le 14 août 2007 aux États-Unis. Ce jeu a été développé par Image Epoch et édité par Marvelous Interactive et Atlus.

## Système de jeu
Pour la forme, Luminous Arc a un système de combat du même type que les Final Fantasy Tactics :
Sur une carte en 3D isométrique, des protagonistes et des monstres se battent en utilisant des attaques normales, des techniques (humains seulement) et des magies (sorcières en général). Leur tour est déterminé par leur vitesse. Ainsi on retrouve les statistiques classiques dans ce genre de jeu : attaque, magie, vitesse, défense, résistance, précision, distance maximal de mouvement et hauteur de saut.
En effectuant des actions, une jauge pour le personnage se remplit ; lorsqu'elle est remplie d'un tiers, le personnage peut effectuer des une attaque spéciale nommé « Flash drive ». À mesure qu'ils se débloquent, il pourra aussi effectuer un « Flash drive » consommant deux tiers ou la totalité de la jauge (ce dernier étant le plus puissant).
Là où Luminous Arc se démarque, c'est principalement sur deux points :
1. Les attaques de groupes ou "synergies" qui peuvent être effectuées par deux personnages généralement, lorsque leurs jauges est entièrement remplit. L'une de ces synergies fait intervenir sept personnages au total !
2. Les « intermissions » à la fin de chaque bataille où l'on choisit le personnage qui aura une discussion avec le héros. En répondant en fonction du caractère du personnage, on améliore notre degré d'affinité avec lui, permettant de bénéficier de bonus lors des combats et si ce degré devient assez important, des petites scènes se débloque auquel on ne s'attend pas forcément, nous permettant d'en apprendre plus sur la relation des deux personnages ou bien tout simplement à but humoristique.